# Akureyjar (öar i Island, lat 65,36, long -22,23)
Akureyjar är öar i republiken Island.   De ligger i regionen Västlandet, i den västra delen av landet, 140 km norr om huvudstaden Reykjavík.